# 德勒格內什蒂-弗拉什卡鄉
44°06′N 25°36′E / 44.100°N 25.600°E
德勒格內什蒂-弗拉什卡鄉（羅馬尼亞語：Comuna Drăgănești-Vlașca, Teleorman），是羅馬尼亞的鄉份，位於該國南部，由特列奧爾曼縣負責管轄，面積103平方公里，海拔高度88米，2007年人口4,353，人口密度每平方公里42人。